# Ellen Müller-Preis
Ellen Müller-Preis (Berlín, 6 de mayo de 1912-Viena, 18 de noviembre de 2007) fue una deportista austríaca que compitió en esgrima, especialista en la modalidad de florete.
Participó en cinco Juegos Olímpicos de Verano entre los años 1932 y 1956, obteniendo en total tres medallas: oro en Los Ángeles 1932, bronce en Berlín 1936 y bronce en Londres 1948. Ganó diez medallas en el Campeonato Mundial de Esgrima entre los años 1931 y 1957.

## Palmarés internacional
| Juegos Olímpicos   | Juegos Olímpicos             | Juegos Olímpicos  | Juegos Olímpicos    |
| Año                | Lugar                        | Medalla           | Prueba              |
| ------------------ | ---------------------------- | ----------------- | ------------------- |
| 1932               | Los Ángeles (Estados Unidos) | Medalla de oro    | Florete individual  |
| 1936               | Berlín (Alemania)            | Medalla de bronce | Florete individual  |
| 1948               | Londres (Reino Unido)        | Medalla de bronce | Florete individual  |
| Campeonato Mundial |                              |                   |                     |
| Año                | Lugar                        | Medalla           | Prueba              |
| 1931               | Viena (Austria)              | Medalla de bronce | Florete individual  |
| 1932               | Copenhague (Dinamarca)       | Medalla de plata  | Florete por equipos |
| 1935               | Lausana (Suiza)              | Medalla de plata  | Florete individual  |
| 1935               | Lausana (Suiza)              | Medalla de plata  | Florete por equipos |
| 1936               | San Remo (Italia)            | Medalla de bronce | Florete por equipos |
| 1937               | París (Francia)              | Medalla de bronce | Florete individual  |
| 1947               | Lisboa (Portugal)            | Medalla de oro    | Florete individual  |
| 1949               | El Cairo (Egipto)            | Medalla de oro    | Florete individual  |
| 1950               | Montecarlo (Mónaco)          | Medalla de oro    | Florete individual  |
| 1957               | París (Francia)              | Medalla de bronce | Florete por equipos |